# Running In My Head
「Running In My Head」（ランニング イン マイ ヘッド）は、MIYAVIのメジャー17枚目のシングル。2024年5月8日にMoooD Recordsより発売された。メジャーシングルとしては前作「Strike It Out」より約2年ぶりのリリースとなった。

## 解説
表題曲はアニメ『コードギアス 奪還のロゼ』のオープニングテーマに起用された。そのためジャケットは同アニメの主人公であるロゼの描き下ろしイラストが採用されている。

## 収録曲
1. Running In My Head [4:00][1]
作詞:MIYAVI・Lenard Skolnik・Seann Bowe・Notelle
作曲:MIYAVI・Lenard Skolnik・Erich lennig・Seann Bowe・Notelle
編曲:MIYAVI・Lenard Skolnik・Jonny Litten
  - 劇場上映とDisney+のスターにて配信が行われたアニメ『コードギアス 奪還のロゼ』オープニングテーマ[3]。「コードギアス」とロックの親和性についてMIYAVIは「絶対にハマる」とインタビューで答えている[4]。
2. Life Is Note That Long [3:07][5]
作詞:MIYAVI
作曲・編曲:MIYAVI・Lenard Skolnik